# Antarctolineus scotti
Antarctolineus scotti (лат.) — вид невооружённых немертин из семейства Lineidae, выделяемый в монотипический род Antarctolineus. Вид был описан в 1915 году по материалам, полученным в ходе Британской антарктической экспедиции (англ. British Antarctic Expedition, 1910—1913); назван в честь погибшего руководителя экспедиции Роберта Скотта.

## Распространение
Широко распространены от литорали до глубин 640 м у берегов Антарктики, также встречены на Фолклендском архипелаге, островов Кергелен и Маккуори. Обитают под камнями, в расщелинах скал, среди прибрежных красных водорослей, обнаруживаются на неразложившихся трупах животных.

## Строение
Длина достигает 15 см; тело окрашено в красные тона более яркие в передней части, голова коричневая. Церебральный орган крупный, проникает в латеральные головные синусы.